# Březí (Pernarec)
Březí (německy Seslas) je malá vesnice, část obce Pernarec v okrese Plzeň-sever v Plzeňském kraji. Nachází se asi 2,5 kilometru východně od Pernarce. Je zde evidováno 11 adres. V roce 2011 zde trvale žilo 34 obyvatel.
Březí leží v katastrálním území Březí u Pernarce o rozloze 2,08 km².

## Historie
První písemná zmínka o vesnici pochází z roku 1269.

## Obyvatelstvo
| Rok            | 1869 | 1880 | 1890 | 1900 | 1910 | 1921 | 1930 | 1950 | 1961 | 1970 | 1980 | 1991 | 2001 | 2011 | 2021 |
| -------------- | ---- | ---- | ---- | ---- | ---- | ---- | ---- | ---- | ---- | ---- | ---- | ---- | ---- | ---- | ---- |
| Počet obyvatel | 52   | 73   | 63   | 68   | 67   | 71   | 72   | 43   | 51   | 39   | 33   | 36   | 26   | 34   | 18   |
| Počet domů     | 11   | 12   | 12   | 12   | 11   | 11   | 11   | 14   | 14   | 10   | 10   | 11   | 11   | 11   | 11   |

## Pamětihodnosti
- Kostel Nanebevzetí Panny Marie